# Omosudis
Omosudis is een monotypisch geslacht van straalvinnige vissen uit de familie van hamerkaken (Omosudidae). Het geslacht is voor het eerst wetenschappelijk beschreven in 1887 door Guenther.

## Soort
- Omosudis lowii Günther, 1887